# Andersens hemmelighed
Andersens hemmelighed er en dokumentarfilm instrueret af Jørgen Roos efter eget manuskript.

## Handling
Filmen omhandler den antagelse, at H.C. Andersen hele sit liv har båret på en hemmelighed, som han ikke kunne eller ikke ville fortælle sin samtid. Jørgen Roos kommer på sporet af denne historie gennem en norsk kvinde, hvis forfædre boede i Odense og var velstående skomagere.